# Штефан Скоумаль
Штефан Скоумаль (нім. Stefan Skoumal, 29 листопада 1909 — 28 листопада 1983) — австрійський футболіст, що грав на позиції півзахисника, зокрема, за клуб «Рапід» (Відень), а також національну збірну Німеччини.
Чотириразовий чемпіон Австрії. Чемпіон Німеччини. Володар Кубка Німеччини. 

## Клубна кар'єра
У футболі дебютував 1928 року виступами за команду «Герта» (Відень), в якій провів два сезони. 
Своєю грою за цю команду привернув увагу представників тренерського штабу клубу «Рапід» (Відень), до складу якого приєднався 1930 року. Відіграв за віденську команду наступні одинадцять сезонів своєї ігрової кар'єри. За цей час чотири рази виборював титул чемпіона Австрії, ставав чемпіоном Німеччини, володарем Кубка Німеччини.
Протягом 1941-1942 років захищав кольори команди «Ваккер» (Відень).
Завершив професійну ігрову кар'єру у клубі «Рапід» (Відень), у складі якого вже виступав раніше. Прийшов до команди 1942 року, захищав її кольори до припинення виступів на професійному рівні у 1943.

## Виступи за збірні
З 1934 по 1935 рік виступав у складі збірної Австрії, зігравши за цей час 4 матчі (1 гол).
Після Аншлюсу Австрії гітлерівцями, 1938 року дебютував в офіційних матчах у складі національної збірної Німеччини. Протягом кар'єри у національній команді, яка тривала 3 роки, провів у її формі 3 матчі.
У складі збірної Німеччини був учасником чемпіонату світу 1938 року у Франції, де зіграв в переграванні проти Швейцарії (2-4).
Помер 28 листопада 1983 року на 74-му році життя.

## Титули і досягнення
- Чемпіон Австрії (4):

«Рапід» (Відень): 1934-1935, 1937-1938, 1939-1940, 1940-1941
- Чемпіон Німеччини (1):

«Рапід» (Відень): 1941
- Володар Кубка Німеччини (1):

«Рапід» (Відень): 1938
- Переможець Німецького гімнастичного і спортивного фестивалю (1):

Збірна Остмарк: 1938